# L'Impératrice magnifique
Pour plus de détails, voir Fiche technique et Distribution.
L'Impératrice magnifique (Magnificent Doll) est un film américain réalisé par Frank Borzage, sorti en 1946.
Ce film est aussi connu sous les titres L'Inspiratrice magnifique ou Le Roman de Dolly Madison

## Synopsis
Biographie romancée de Dolly Madison, la femme de James Madison, quatrième président des États-Unis.

## Fiche technique
- Titre original : Magnificent Doll
- Titre français : L'Impératrice magnifique
- Réalisation : Frank Borzage
- Scénario et histoire originale : Irving Stone
- Direction artistique : Alexander Golitzen
- Décors : Russell A. Gausman, Ted Offenbecker
- Costumes : Travis Banton et Vera West
- Photographie : Joseph A. Valentine
- Son : Charles Felstead
- Montage : Ted J. Kent
- Musique : Hans J. Salter
- Production : Bruce Manning et Jack H. Skirball
- Société de production : Hallmark Productions (en)
- Société de distribution : Universal Pictures
- Pays d'origine :  États-Unis
- Langue originale : anglais
- Format : noir et blanc — 35 mm — 1,37:1 — son Mono (Western Electric Recording)
- Genre : Biopic et historique
- Durée : 95 minutes
- Date de sortie : 
  - États-Unis : novembre 1946
  - France : 18 juillet 1947

## Distribution
- Ginger Rogers : Dolly Madison
- David Niven : Aaron Burr
- Burgess Meredith : James Madison
- Peggy Wood : Mme Payne
- Stephen McNally : John Todd
- Robert Barrat : M. Payne
- Grandon Rhodes : Thomas Jefferson
- Frances E. Williams (en) : Amy
- Henri Letondal : Comte d'Arignon
- Joseph Forte : Sénateur Ainsworth

Acteurs non crédités
- George Barrows
- Joseph Crehan : Williams
- John Hamilton : M. Witherspoon
- Francis McDonald
- Larry Steers : La Fayette
- Emmett Vogan : M. Gallentine